# Massachusetts nella guerra di secessione americana

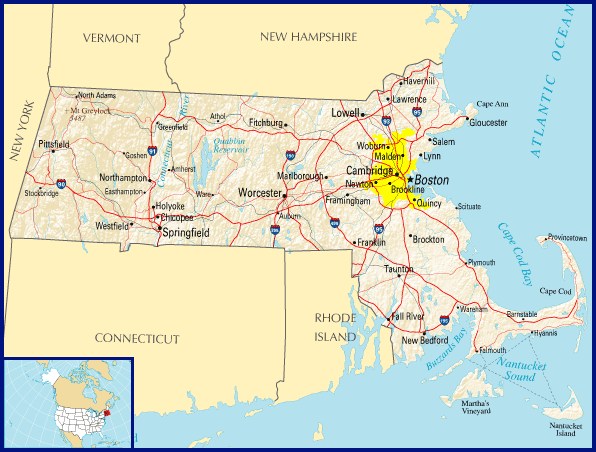
Mappa e localizzazione del Massachusetts.

Il Massachusetts nella guerra di secessione americana svolse un ruolo significativo negli eventi nazionali sia prima che dopo l'esplosione del conflitto. Nello Stato federato della Nuova Inghilterra difatti nacque e si sviluppò, assurgendo ad un'importanza predominante il primo movimento per l'abolizionismo negli Stati Uniti d'America nel corso degli anni 1830, motivando anche ampiamente gli attivisti presenti in tutto il resto del paese.
Questo fatto a sua volta non fece che accrescere la divisione ideologica settaria tra il Nord e il profondo Sud, uno dei fattori principali che hanno condotto direttamente alla guerra civile.
I maggiori politici statali, facendo per lo più eco alle opinioni espresse dai riformisti sociali, contribuirono a far aumentare ulteriormente le tensioni intra-nazionali. Dominato dal neonato Partito Repubblicano ospitò anche svariati leadership dei Radical Republicans i quali promossero un trattamento assai severo nei riguardi dei proprietari di schiavi e, in seguito, nei confronti degli stessi Stati Confederati d'America..
Una volta iniziate le ostilità il Massachusetts sostenne lo sforzo bellico in diverse e decisive maniere, inviando un totale di 159.165 uomini a servire nell'Union Army e nell'Union Navy.. Una delle unità militari terrestri più conosciute fu il 54th Regiment Massachusetts Volunteer Infantry, il primo reggimento composto integralmente da soldati afroamericani (seppur guidato da ufficiali bianchi americani).
Oltre a ciò un certo numero di importanti Generali dell'Unione provennero da questo Stato, incluso Joseph Hooker che comandò l'Armata del Potomac nel 1863, così come Edwin Vose Sumner e Darius Nash Couch i quali successivamente diressero entrambi il II Corpo d'armata.
In termini di materiale bellico il Massachusetts, nella sua qualità di centro leader dell'industria federale, rapidamente diventò uno dei più ricchi produttori di munizioni e forniture militari; la più importante fonte di armamenti fu la Springfield Armory.
La popolazione diede anche un notevole contributo alle operazioni di soccorso; molti dirigenti di organizzazioni d'assistenza infermieristica e militare furono nativi o quantomeno residenti, fra cui Dorothea Dix - la fondatrice dell'"Army Nurses Bureau" - Henry Whitney Bellows, fondatore della "United States Sanitary Commission" e l'infermiera indipendente Clara Barton.

## Periodo antebellico e politica in tempo di guerra
Il Massachusetts giocò un ruolo di primo piano nelle origini della guerra di secessione americana, in particolar modo per quanto riguarda le ramificazioni politiche sorte dal movimento anti-schiavismo; i suoi membri cercarono d'influenzare attivamente l'opinione pubblica ed esercitarono un gruppo di pressione sia in ambito più eminentemente politico che morale sul Congresso a favore dell'abolizionismo e dell'emancipazione.

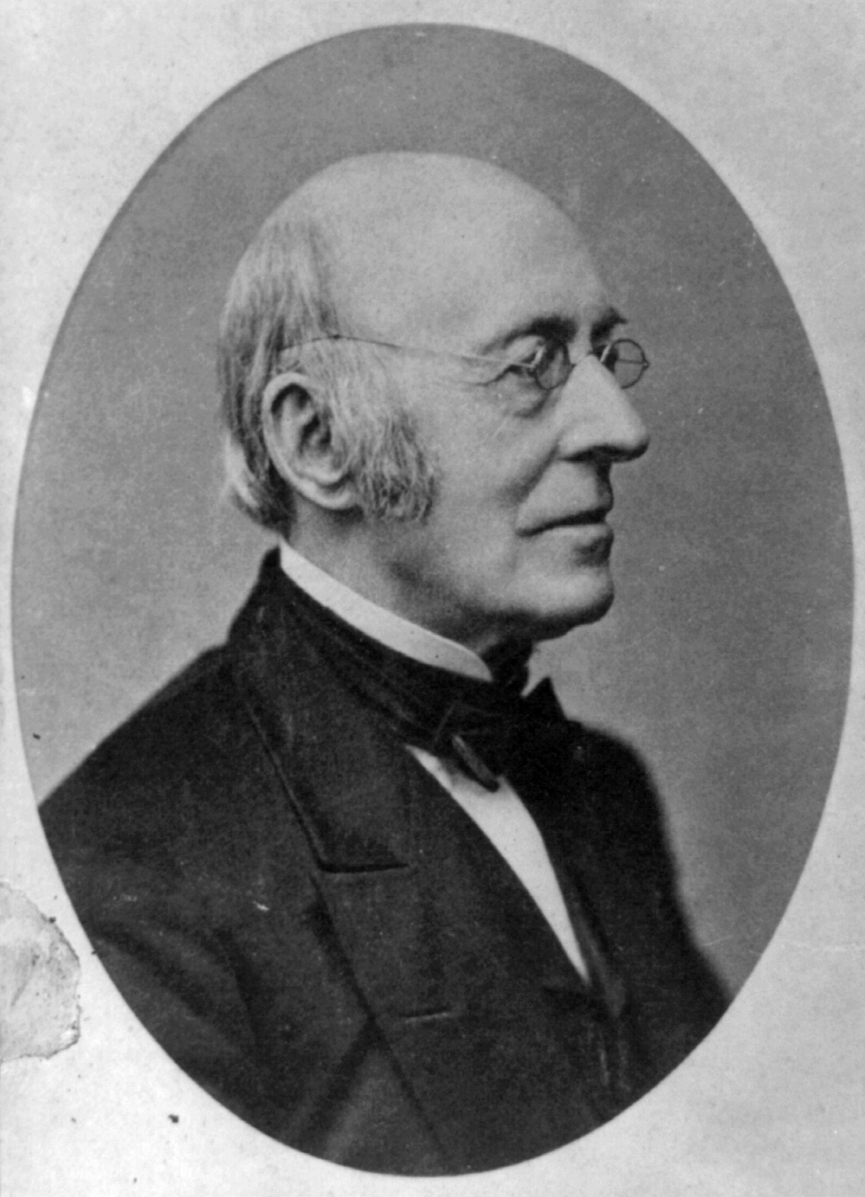
Il giornalista abolizionista bostoniano William Lloyd Garrison.

Il giornalista William Lloyd Garrison di Boston iniziò qui a pubblicare il proprio periodico The Liberator e fondò la New England Antislavery Society nel 1831, divenendo presto uno degli abolizionisti più influenti della nazione. Garrison e la sua retorica intransigente ripresa dai Puritani provocarono un contraccolpo decisivo sia nel Nord che nel Sud, intensificando fino ai limiti estremi la tensione regionalistica poco prima dello scoppio della guerra.
Alla fine degli anni 1850 i Repubblicani antischiavisti divennero l'organizzazione politica dominante nello Stato, guidata dai senatori Charles Sumner ed Henry Wilson; in tal maniera vennero riproposte le posizioni di Garrison in seno al Congresso e facendo scavare ancor più il solco tra nordisti e sudisti. 

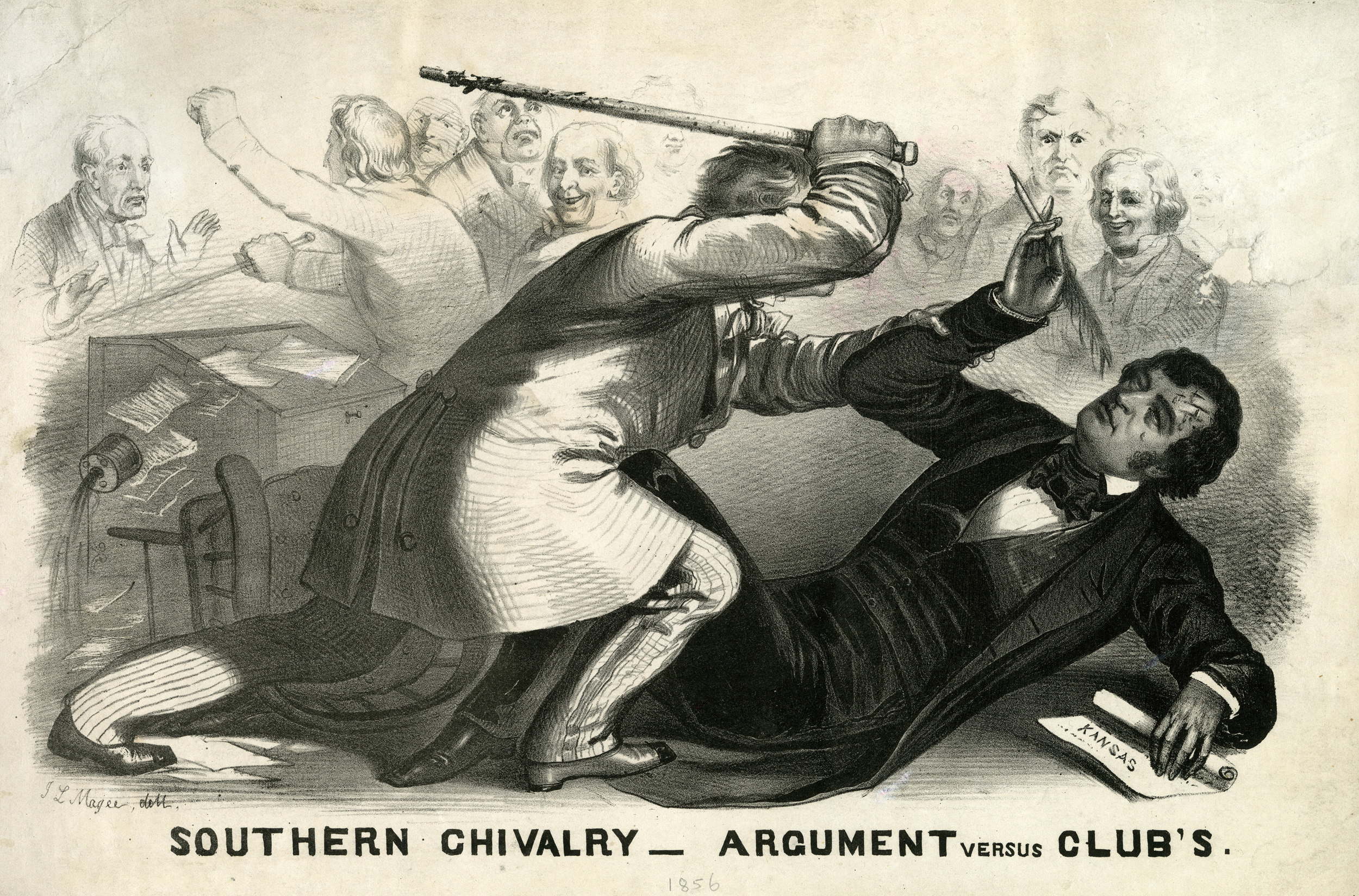
Cavalleria sudista: Litografia della bastonatura di Charles Sumner.

Nel 1856 Sumner pronunciò un acceso discorso al Senato, talmente aggressivo ed offensivo nei confronti dei politici favorevoli all'estensione della pratica schiavista - si era nel tempo del Bleeding Kansas - da indurre il membro della Camera dei Rappresentanti Preston Smith Brooks per la Carolina del Sud ad assalirlo fisicamente picchiandolo con un bastone e ferendolo gravemente: era la bastonatura di Charles Sumner.
Entro il 1860 i Repubblicani acquisirono il Governatore del Massachusetts, l'Assemblea legislativa statale e finanche il sindaco di Boston. Nel corso delle Elezioni presidenziali del 1860 il 63% degli aventi diritto al voto espresse la propria preferenza in direzione di Abraham Lincoln; mentre il 20% sostenne Stephen A. Douglas ed il Partito Democratico; il 13% John Bell (per l'effimero "Constitutional Union Party"); infine appena il 4% si schierò con il sudista John C. Breckinridge.
Il sostegno al Partito Repubblicano aumentò ancor più durante gli anni di belligeranza, tanto che alle elezioni presidenziali del 1864 la Presidenza di Abraham Lincoln incumbent riuscì a conquistare oltre il 72% dei voti espressi. La figura politica dominante in tempo di guerra fu quella del Governatore John Andrew, un Repubblicano convinto che supportò con energia lo sforzo bellico.
Gli elettori lo riconfermarono annualmente con ampi margini per tutta la durata del conflitto; la sua percentuale minore di vittoria si verificò nel 1860 con il 61% del voto popolare; mentre la più ampia la si registrò nel 1863 toccando il 71% dei suffragi.

## Reclutamento dei volontari
Lo Stato invierà un totale di 159.165 uomini a servire nei diversi Fronti di guerra; di questi 133.002 operarono all'interno delle varie formazioni dell'Union Army, mentre 26.163 nell'Union Navy. Le unità militari terrestri addestrate nel Massachusetts consistettero in 62 reggimenti di fanteria, 6 di cavalleria, 16 batterie di artiglieria leggera, 4 reggimenti di artiglieria pesante, 2 Compagnie di tiratori scelti, una manciata di battaglioni e 26 compagnie non aggregate ("Unattached Companies of Massachusetts Volunteer Militia").

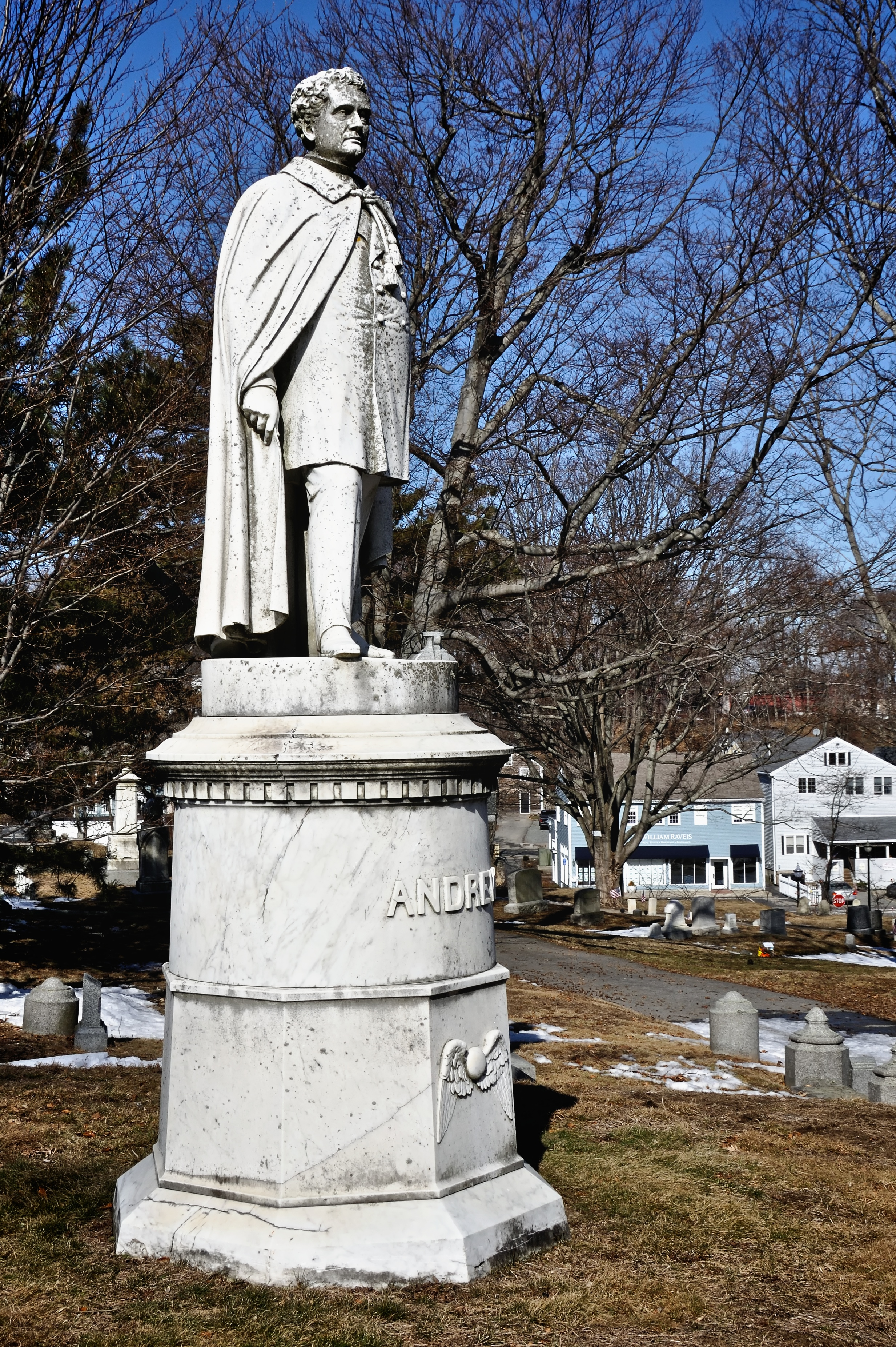
Statua dedicata alla memoria del governatore del Massachusetts John Andrew.

### Minutemen of '61
Il Governatore del Massachusetts Andrew entrò in carica a partire dal gennaio del 1861, appena due settimane dopo la dichiarazione unilaterale di secessione della Carolina del Sud; convinto che la guerra fosse oramai imminente e del tutto inevitabile prese rapidamente le misure necessarie per preparare la milizia di Stato e porla in servizio attivo.

Il 15 aprile seguente ricevette un telegramma dal Governo federale con la richiesta di 1.500 uomini per un tempo massimo di 90 giorni. Già la giornata successiva diverse compagnie dell'"8th Massachusetts Volunteer Militia" da Marblehead (Massachusetts) furono le prime a presentarsi a rapporto a Boston; entro la serata 3 reggimenti erano pronti per iniziare il loro viaggio alla volta di Washington.

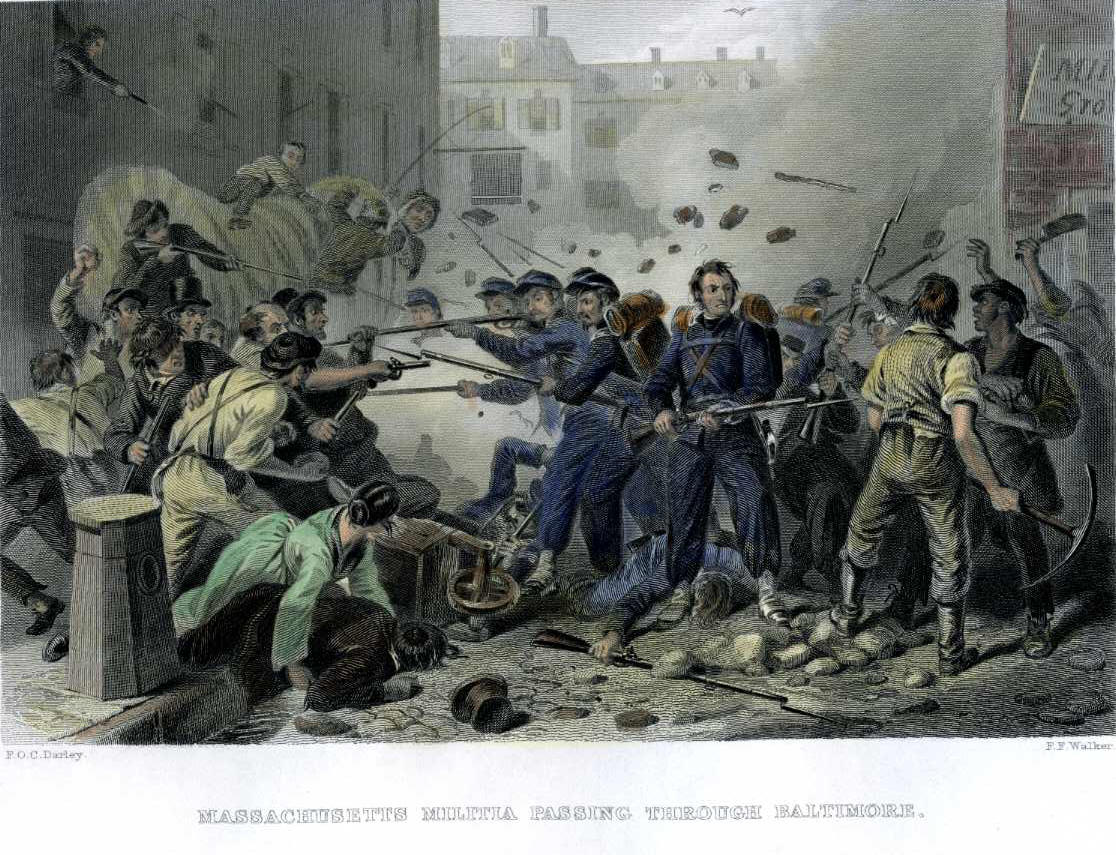
L'aggressione ai danni del 6th Regiment Massachusetts Volunteer Militia nel corso dei disordini di Baltimora in una stampa d'epoca.

Mentre stava attraversando le vie cittadine di Baltimora il 19 di aprile il 6th Regiment Massachusetts Volunteer Militia subì un attacco da parte della folla filo-sudista inneggiante al pacifismo; divenne in tal maniera il primo gruppo di volontari a subire delle perdite nel conflitto.
Fu anche il primo reggimento completo a raggiungere la capitale federale in risposta alla richiesta di truppe inviata dalla Presidenza di Abraham Lincoln.
Il legittimo Presidente degli Stati Uniti d'America Abraham Lincoln attese l'arrivo di altre forze, ma nessun altro reggimento giunse per almeno diversi giorni. Compiendo una visita d'ispezione il 24 di aprile il comandante in capo disse ai soldati del 6th: "Non credo che esista ancora alcun Nord... voi costituite le uniche realtà presenti nel Nord".
Dato che il 6th entrò a Washington il giorno 19 (nell'anniversario della battaglia di Lexington la quale diede ufficialmente il via alla guerra d'indipendenza americana) e che altri reggimenti del Massachusetts erano in rotta verso il confine con la Virginia nella guerra di secessione americana in quella data, le prime unità miliziane che lasciarono lo Stato vennero soprannominate "The Minutemen of '61".

### Reggimenti con ferma triennale
Con l'affievolirsi dell'entusiasmo iniziale e della corsa all'arruolamento il governo statale dovette affrontare il compito di reclutare decine di migliaia di soldati per poter ottemperare alle quote assegnategli; la gran maggioranza di queste truppe venne tenuta a servire per un periodo di 3 anni. Gli uffici di reclutamento furono aperti praticamente in ogni città e, nel corso del 1861, le reclute provenienti dal Massachusetts superarono abbondantemente le quote.
Entro l'estate del 1862 tuttavia l'arruolamento si era notevolmente rallentato; il 7 di luglio Andrews istituì un sistema in base al quale le quote venivano assegnate ad ogni singolo centro urbano in proporzione alla loro popolazione residente. Una tale disposizione aiutò a motivare i leader locali e a far aumentare conseguentemente anche il numero dei soldati coinvolti.

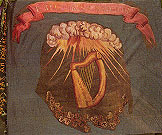
La bandiera del 28th Regiment Massachusetts Volunteer Infantry.

### 28th Massachusetts Infantry
Il 28th Regiment Massachusetts Volunteer Infantry fu il 2º reggimento di fanteria composto da volontari irlandesi americani reclutato nel Massachusetts per il servizio nella guerra di secessione americana: il suo motto fu Faugh a Ballagh (o anche Clear the Way!). Venne assegnato al II Corpo d'armata in qualità di 4º reggimento della celebre Brigata irlandese, comandata dal Brigadier generale Thomas Francis Meagher.
Gli irlandesi del 28th entreranno in azione partecipando ai principali impegni del Teatro Orientale: la battaglia di Antietam, la battaglia di Fredericksburg, la battaglia di Chancellorsville, la battaglia di Gettysburg, la Campagna terrestre e l'assedio di Petersburg. Furono infine presenti al momento della resa di Robert Edward Lee davanti a Ulysses S. Grant alla McLean House di Appomattox Court House.

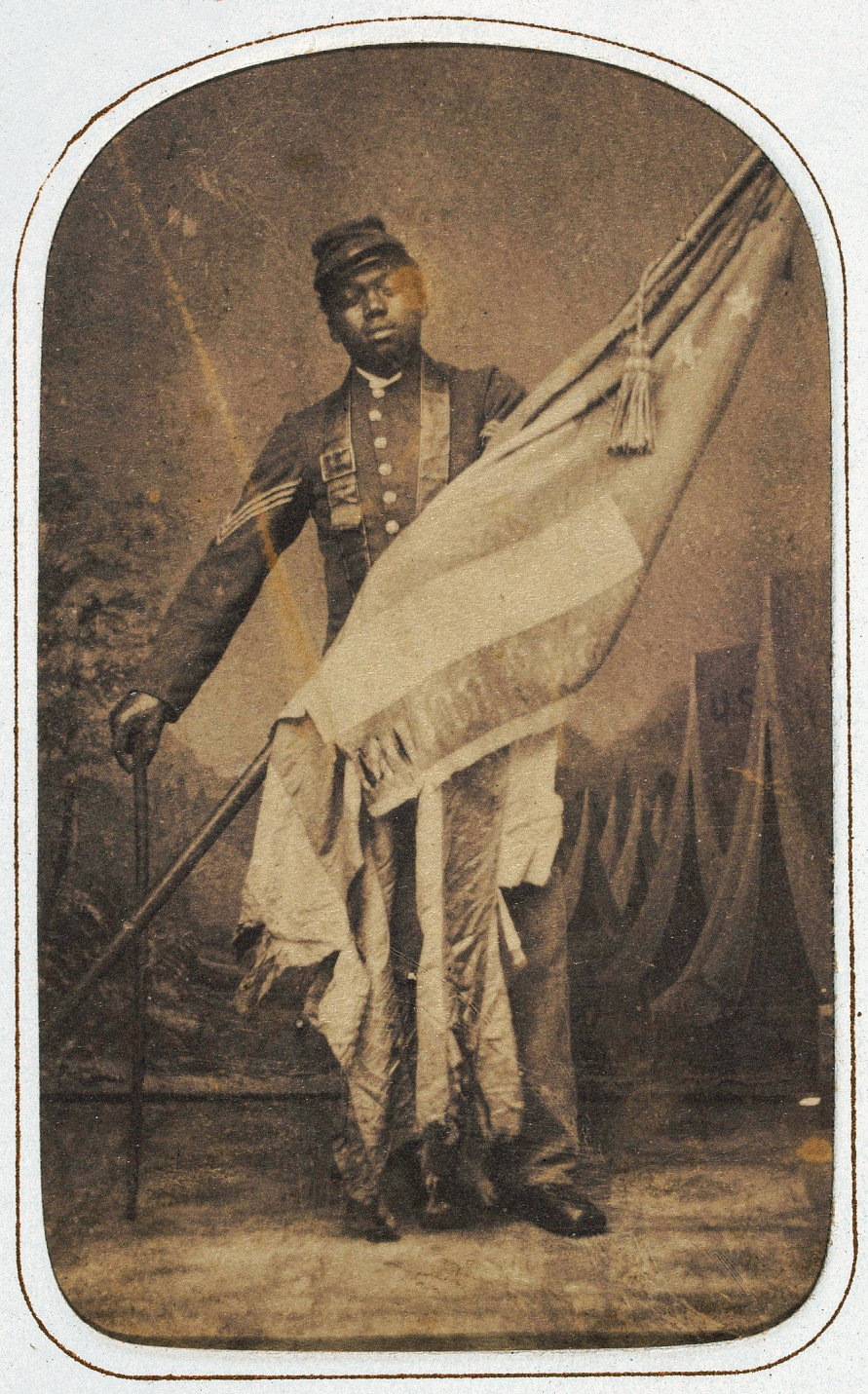
Foto del sergente William Harvey Carney del 54th (Medal of Honor) nel 1864 circa.

### 54th Massachusetts Infantry
Uno dei reggimenti meglio conosciuti formatisi nel Massachusetts fu il 54th Regiment Massachusetts Volunteer Infantry, il primo dell'Union Army costituito esclusivamente da soldati afroamericani (seppur comandato da ufficiali bianchi americani). Con l'entrata in vigore ufficiale del Proclama di emancipazione a partire dal 1º gennaio del 1863 Andrews intravide l'opportunità di aggregare e moltiplicare le United States Colored Troops.
Dopo aver ottenuto il preventivo permesso dal presidente Lincoln il governatore operò entusiasticamente per reclutare due reggimenti di afroamericani, per l'appunto il 54th assieme al 55th Massachusetts Volunteer Regiment. Il 54th, in quanto era il primo di questo tipo, attrasse un'enorme pubblicità nel corso della sua formazione. 

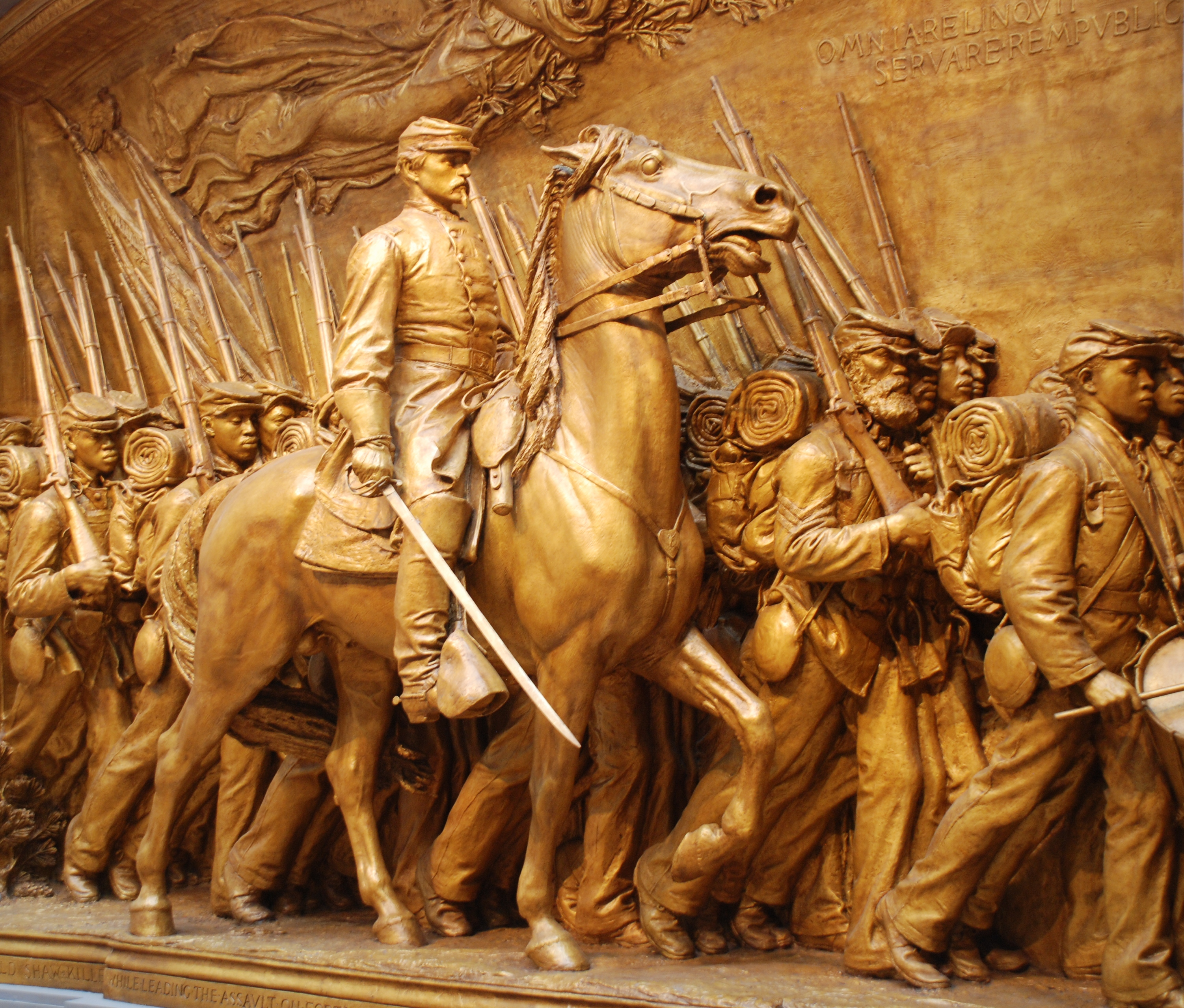
Particolare del Robert Gould Shaw Memorial di Augustus Saint-Gaudens.

Per assicurare lo stabile successo dell'esperimento il governatore sollecitò donazioni finanziarie e sostegno politico alle famiglie dell'élite bostoniana; ne offrì pertanto il comando a Robert Gould Shaw, figlio di eminenti cittadini.
Il 54th ottenne la fama imperitura nel corso del loro disperato assalto alla "Batteria di Fort Wagner" situata su Morris Island proprio di fronte alla baia di Charleston: si trattò della seconda battaglia di Fort Wagner durante la quale il colonnello Shaw rimase ucciso..

La storia del 54th è stata la base per la trama del film Glory - Uomini di gloria del 1989.

### Ufficiali generali
I generali del Massachusetts comandarono diversi reparti dell'Union Army e inclusero un comandante dell'Armata del Potomac e un certo numero di comandanti di Corpo d'armata.

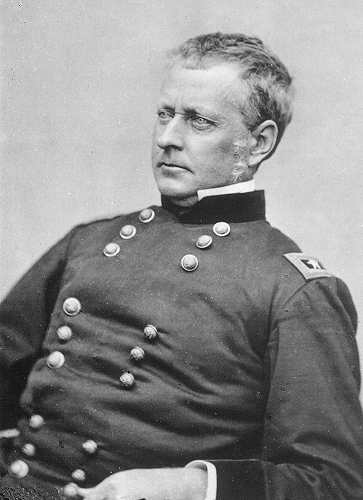
Foto di Joseph Hooker, detto "Fighting Joe".

Uno dei più importanti fu il Maggior generale Joseph Hooker. Nato ad Hadley (Massachusetts) e laureato presso l'United States Military Academy a West Point (New York), prestò servizio nell'esercito regolare durante la guerra messico-statunitense. Allo scoppio della Guerra di secessione americana venne nominato brigadier generale e salì costantemente di grado militare da comandante di brigata, a capo di divisione, a comandante del "I Corpo", che guidò durante la battaglia di Antietam.
In seguito a quello scontro fu posto alla guida del "V Corpo" e poi del "Centro Grande Divisione dell'Esercito del Potomac" costituito dal III e V Corpo. Il 26 gennaio del 1863 sarà promosso al comando dell'Esercito del Potomac. Sebbene riuscisse a rianimare l'"esprit de corps" del suo esercito distribuendo meglio provviste e cibo, non fu in grado di guidare efficacemente l'esercito sul campo e la sua inerzia durante la battaglia di Chancellorsville portò alle sue dimissioni.
Trasferito all'Armata del Cumberland comandò l'XI e il XII Corpo durante varie campagne del Teatro Occidentale e si distinse durante la Battaglia di Lookout Mountain. Rassegnò le dimissioni a seguito della sopraggiunta promozione del Generale Oliver O. Howard al comando dell'Armata del Tennessee, una posizione alla quale Hooker si sentiva maggiormente titolato.
Servì per il resto del conflitto in un ruolo amministrativo, supervisionando il Dipartimento del Nord (composto da fortificazioni dell'esercito e truppe di stanza in Michigan, Ohio, Indiana e Illinois) e il Dipartimento dell'Est (che comprendeva installazioni e truppe nella Nuova Inghilterra, New York (stato) e New Jersey).

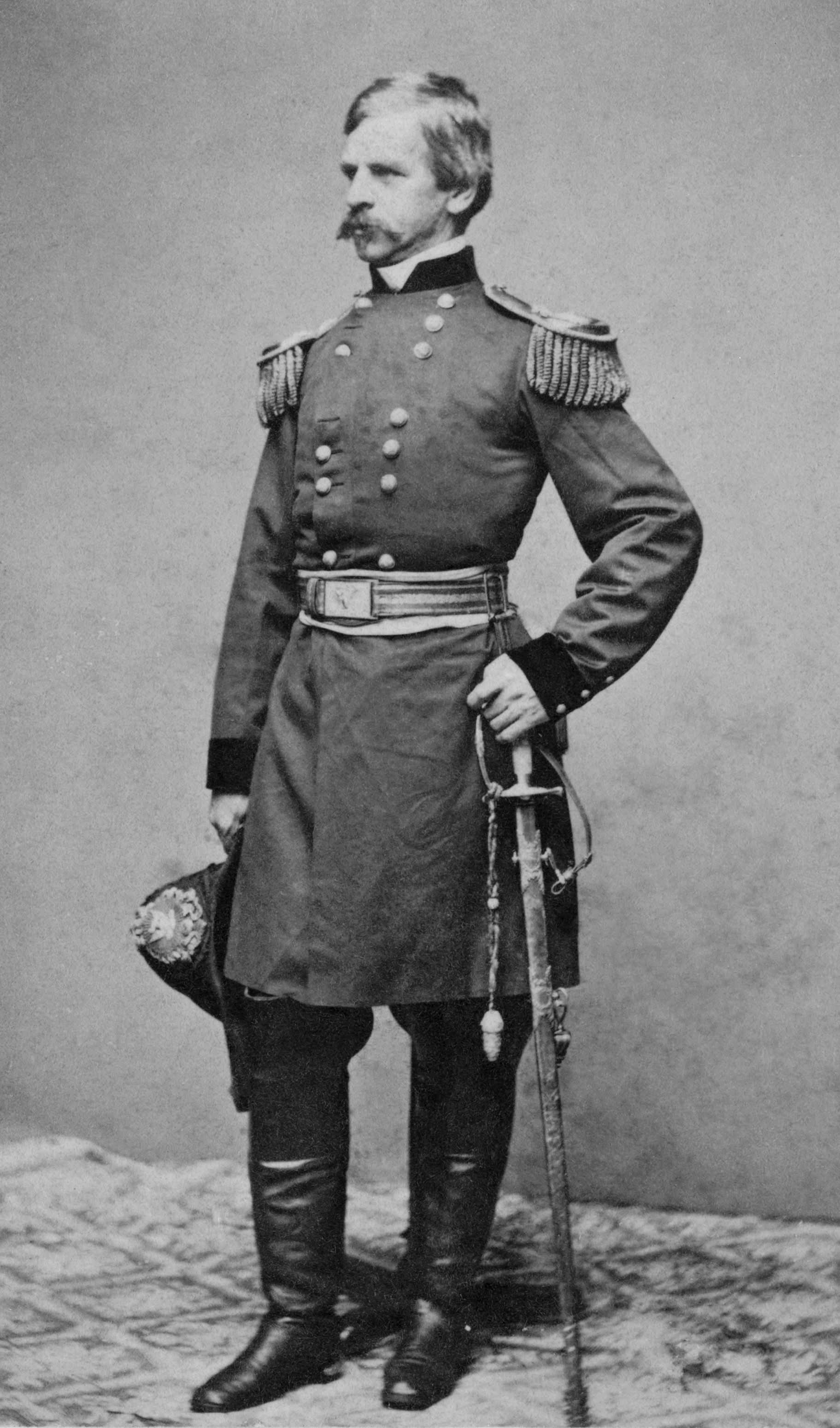
Nathaniel Banks in divisa militare nel 1861.

Nathaniel Banks, ex governatore del Massachusetts, fu tra i primi uomini nominati a svolgere il ruolo di maggior generale dei volontari dalla presidenza di Abraham Lincoln. Nel luglio del 1861 venne a comandare il Dipartimento dello Shenandoah. Nel maggio dell'anno seguente fu battuto da Thomas Jonathan Jackson e costretto ad abbandonare la valle dello Shenandoah.
Quindi comandò il "II Corpo" durante la Campagna della Virginia settentrionale e fu infine trasferito al comando del Dipartimento del Golfo, coordinando gli sforzi militari in Louisiana nella guerra di secessione americana e nel Texas nella guerra di secessione americana. In questa veste condusse con pieno successo l'assedio di Port Hudson, strategicamente assai importante, nell'estate del 1863; ma anche la disastrosa Campagna del Red River nella primavera del 1864 la quale pose fine alla sua carriera militare nel campo.

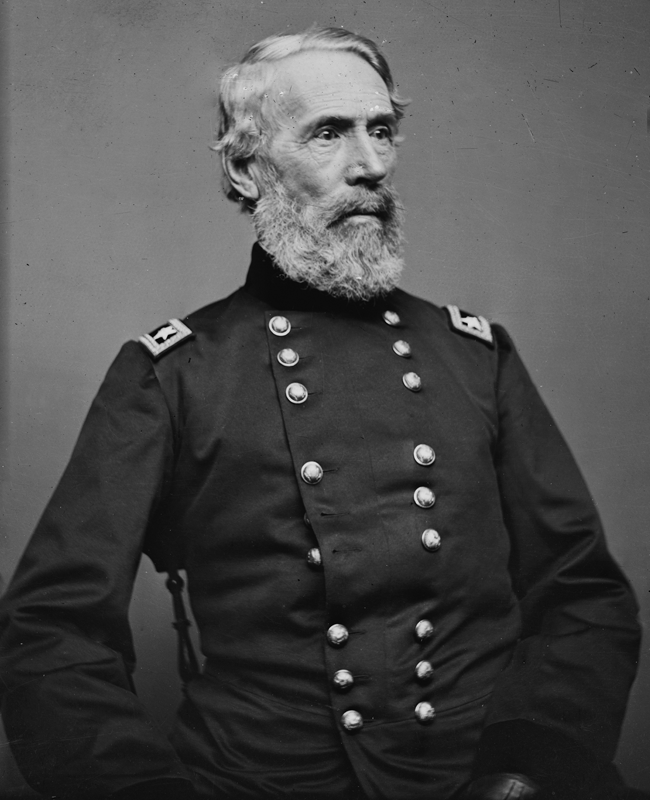
Foto di Edwin Vose Sumner.

Un altro generale importante del Massachusetts, il maggiore Edwin Vose Sumner, nato nel 1797, risultò essere il più anziano ufficiale generale con un comando di campo su entrambi i Fronti di guerra. Aveva servito nell'esercito regolare durante la guerra messicano-americana e numerose campagne in Occidente.
Sumner comandò il "II Corpo" durante la campagna del Maryland e in seguito la Grande divisione destra dell'Esercito del Potomac durante la battaglia di Fredericksburg; subito dopo si dimise nel gennaio del 1863 e dovette essere trasferito per dirigere il dipartimento del Missouri, ma morì di infarto lungo il viaggio il 21 di marzo.

Altri importanti generali dello Stato compresero il generale Darius Nash Couch, che guidò il "II Corpo" e il Dipartimento del Susquehanna, il maggior generale John Gross Barnard il quale organizzò le difese di Washington nella guerra di secessione americana e divenne Capo Ingegnere delle Armate dell'Unione in campo, ed il maggior generale Isaac Ingalls Steven, che si era diplomato distinguendosi al primo nella sua classe a West Point e comandò una divisione del "IX Corpo"..

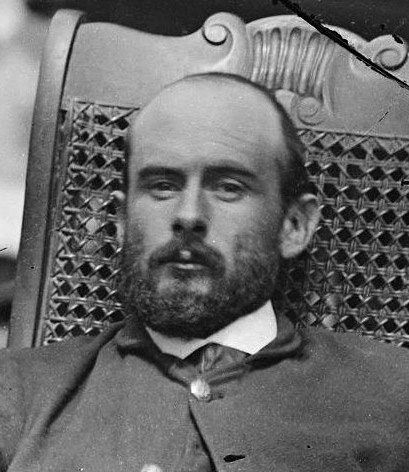
Charles Francis Adams Jr.
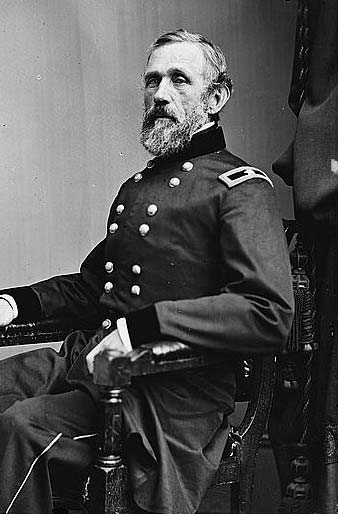
John Gross Barnard
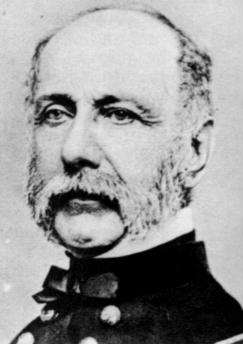
James Barnes
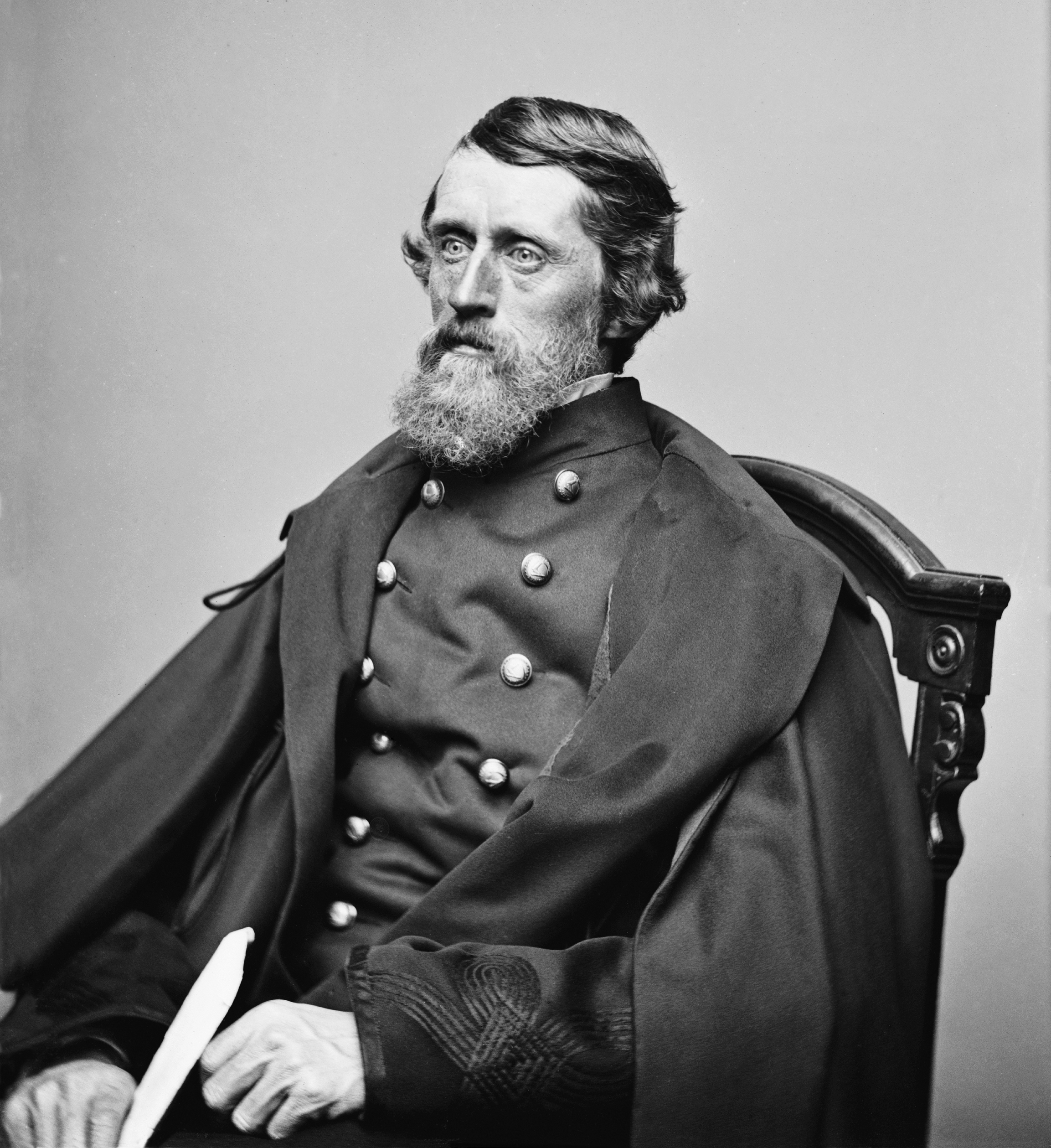
Henry Shaw Briggs
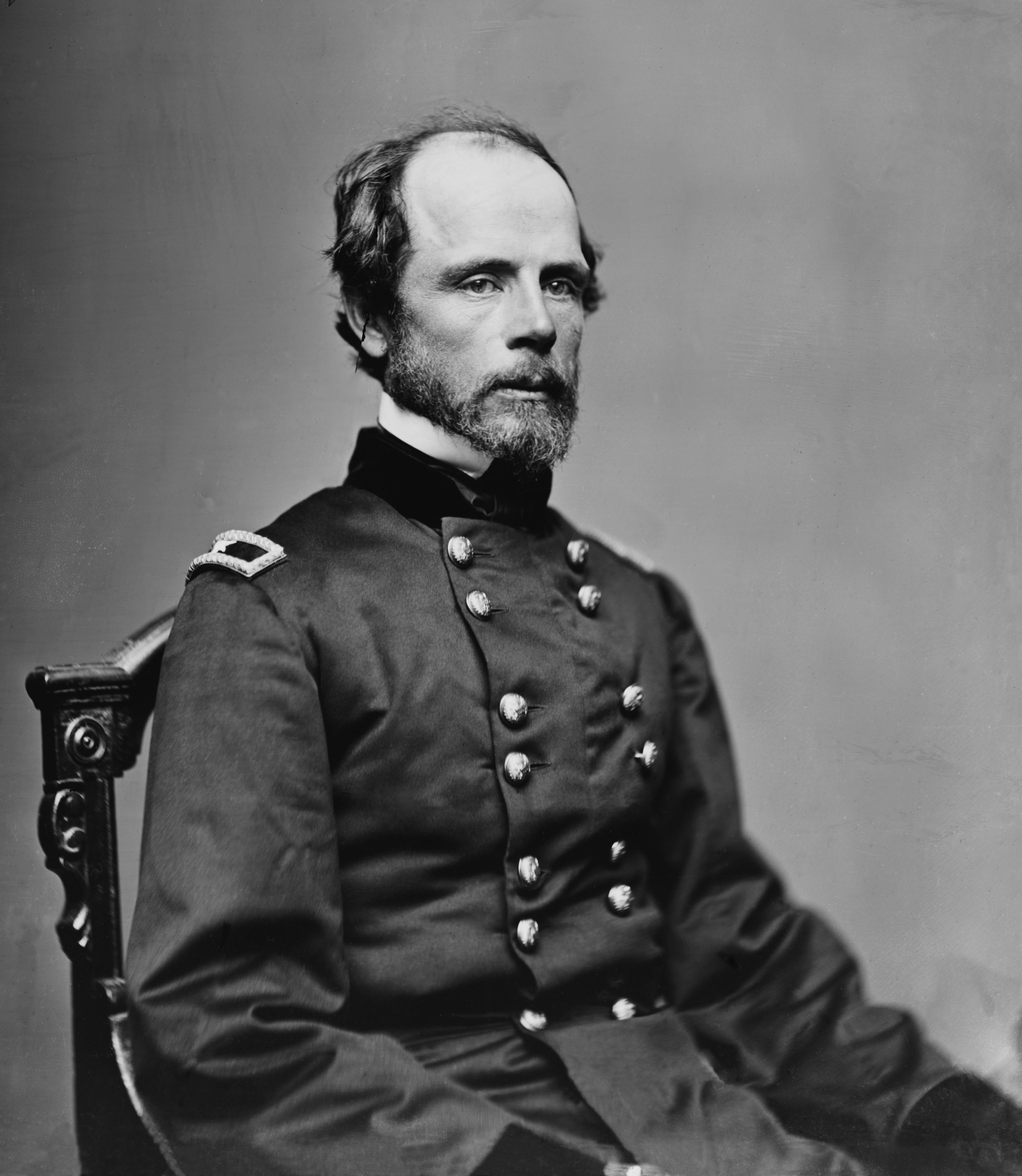
Darius Nash Couch
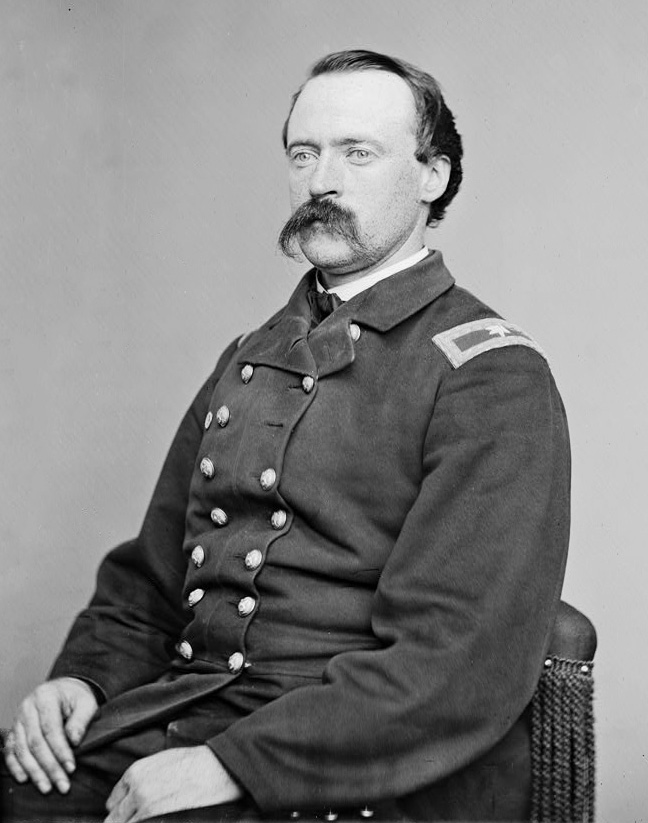
Oliver Edwards
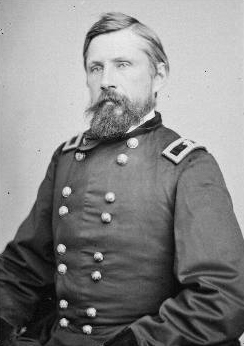
George Henry Gordon
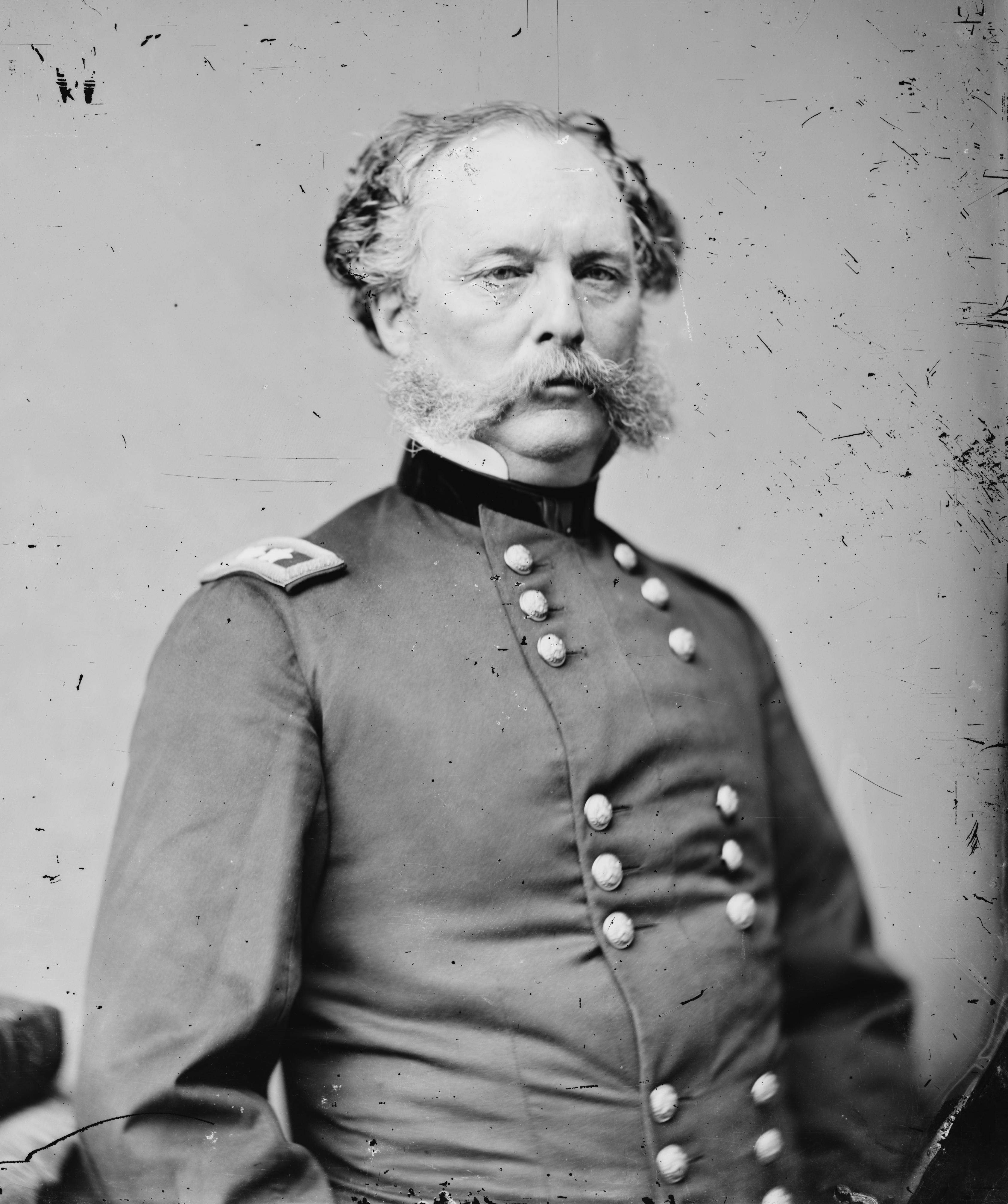
Randolph Barnes Marcy
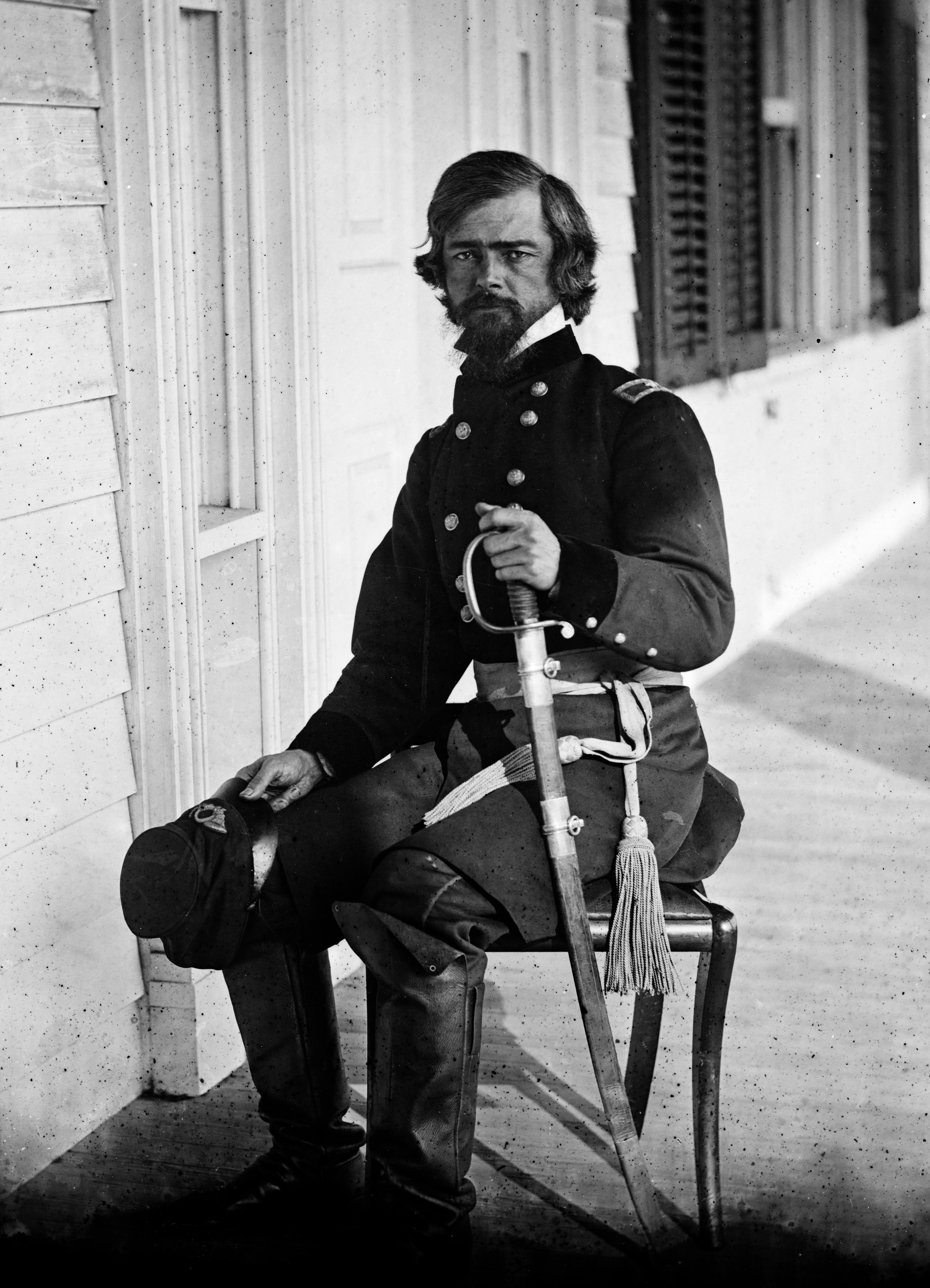
Isaac Ingalls Stevens

## Materiali e produzione bellica
Lo stato di avanzata industrializzazione presente nell'Unione, rispetto agli Stati Confederati d'America, si dimostrerà un fattore importante per poter ottenere la vittoria decisiva finale.

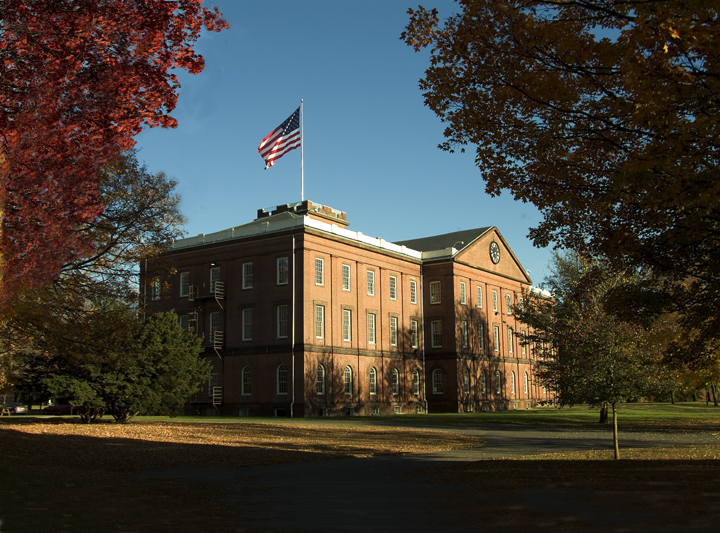
Foto della Springfield Armory.

Il Massachusetts, ed in particolare la Springfield Armory, svolse un ruolo fondamentale come fornitore di armi ed equipaggiamenti per l'Union Army. All'inizio della guerra l'armeria di Springfield (Massachusetts) era una delle uniche due esistenti a livello federale del paese, l'altra essendo la Harpers Ferry Armory.
A seguito del bombardamento e relativa battaglia di Fort Sumter, che dette ufficialmente il via alle ostilità, il governatore Andrew scrisse all'allora Segretario alla Guerra Simon Cameron sollecitandolo ad abbandonare l'arsenale di Harper's Ferry (non prima di averlo messo fuori uso) - che in quel momento si trovava sul suolo sudista - e a convogliare tutti i fondi federali disponibili per migliorare la produzione bellica di Springfield.

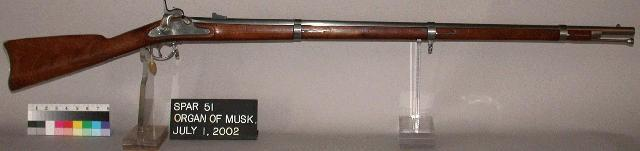
Lo Springfield Mod. 1861.

L'armeria produsse l'arma principale della fanteria unionista durante la guerra, il moschetto a canna rigata Springfield Mod. 1861; al termine del conflitto ne erano stati prodotti circa 1,5 milioni di pezzi, direttamente da Sprinfgfield e dai suoi numerosi appaltatori sparsi in tutto il paese.

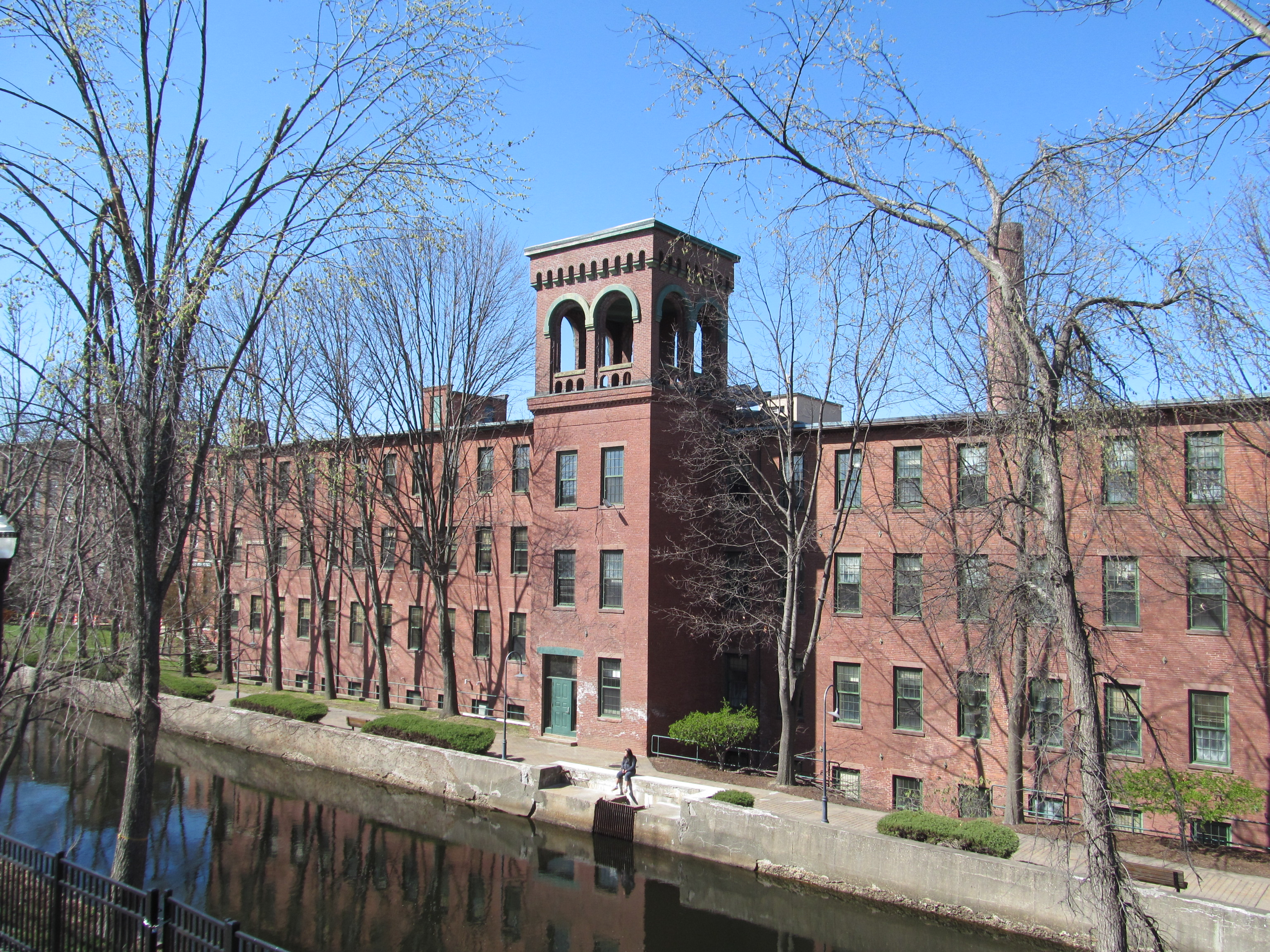
La sede dell'"Ames Manufacturing Company" di Chicopee.

Un'altra fonte importante di materiale bellico fu l'Arsenale di Watertown il quale produsse munizioni, carri per cannoni e attrezzature militari in pelle. Le società private come Smith & Wesson godettero d'importanti contratti governativi. La "Ames Manufacturing Company" di Chicopee divenne uno dei principali fornitori nazionali di spade, armi da fianco e cannoncini leggeri ed il terzo maggior fornitore di ordigni pesanti.
Sebbene il Massachusetts fosse un importante centro di cantieri navali nel corso del periodo prebellico, molte delle società di costruzione navale stabilite si dimostrarono lente ad adattarsi agli apporti della nuova tecnologia; i pochi costruttori che ricevettero contratti governativi per la messa a punto di navi da battaglia rivestite in ferro e alimentate a vapore furono coloro che avevano già precedentemente investito nei macchinari industriali e nella tecnica della corazzatura per le imbarcazioni.
Tra questi ultimi vi furono i "City Point Works" gestiti da Harrison Loring e gli "Atlantic Iron Works" diretti da Nelson Curtis, due società di Boston le quali per tutto il tempo di guerra produssero il "Passaic-class monitor" (classe Monitore). Il Boston Navy Yard partecipò anch'esso attraverso la costruzione di cannoniere su scala ridotta.

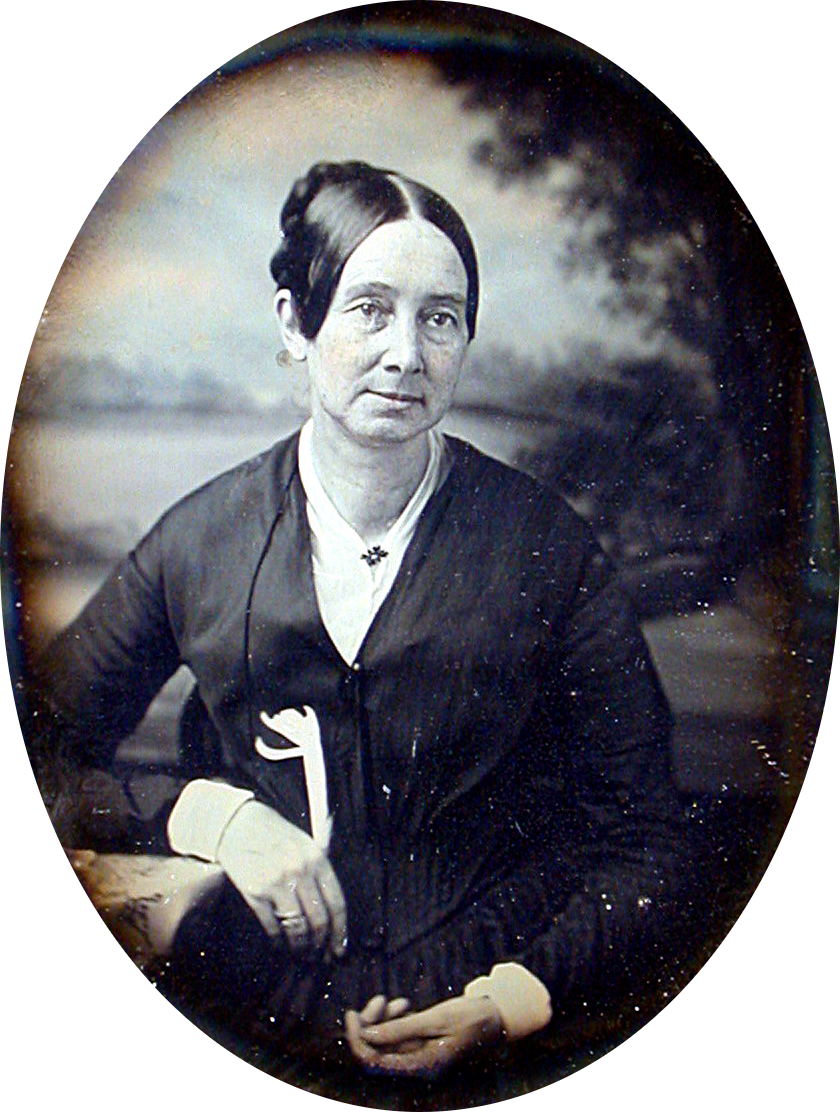
Foto di Dorothea Dix.

## Organizzazioni di soccorso
Diversi tra i massimi dirigenti delle organizzazioni di soccorso e assistenza per i soldati provennero dal Massachusetts; tra questi la riformatrice sociale Dorothea Dix, che aveva già viaggiato per tutta la nazione prima della guerra per promuovere un'adeguata assistenza sociale a tutti coloro che risultavano afflitti dalla povertà e dal disturbo mentale. Subito dopo lo scoppio del conflitto - il 23 aprile del 1861 - convinse l'Union Army ad istituire un "Servizio infermieristico femminile", divenendo la prima donna a dirigere un ufficio governativo federale.
Sebbene gli alti funzionari militari fossero alquanto dubbiosi circa l'utilizzo sul campo delle infermiere, Dix procedette rapidamente ad assumere molte donne più e meno giovani le quali già in precedenza avevano prestato il loro servizio in qualità di volontarie non organizzate. Una delle sue maggiori sfide, date le inclinazioni dell'epoca, fu quella di dimostrare nei fatti che le donne potevano servire negli ospedali militari con la stessa competenza degli uomini.
Dix aveva la reputazione di rifiutare le infermiere che fossero troppo giovani o attraenti, credendo che in tal caso né i pazienti né tanto meno gli ufficiali medici le avrebbero prese sul serio; i chirurghi statunitensi spesso si risentirono nei riguardi delle infermiere facenti parte dell'organizzazione di Dix, sostenendo che erano ostinate e non seguivano il protocollo militare. Ma nonostante tali ostacoli ebbe un pieno successo facendo collocare le propri assistenti nelle case di cura di tutto il Nord.

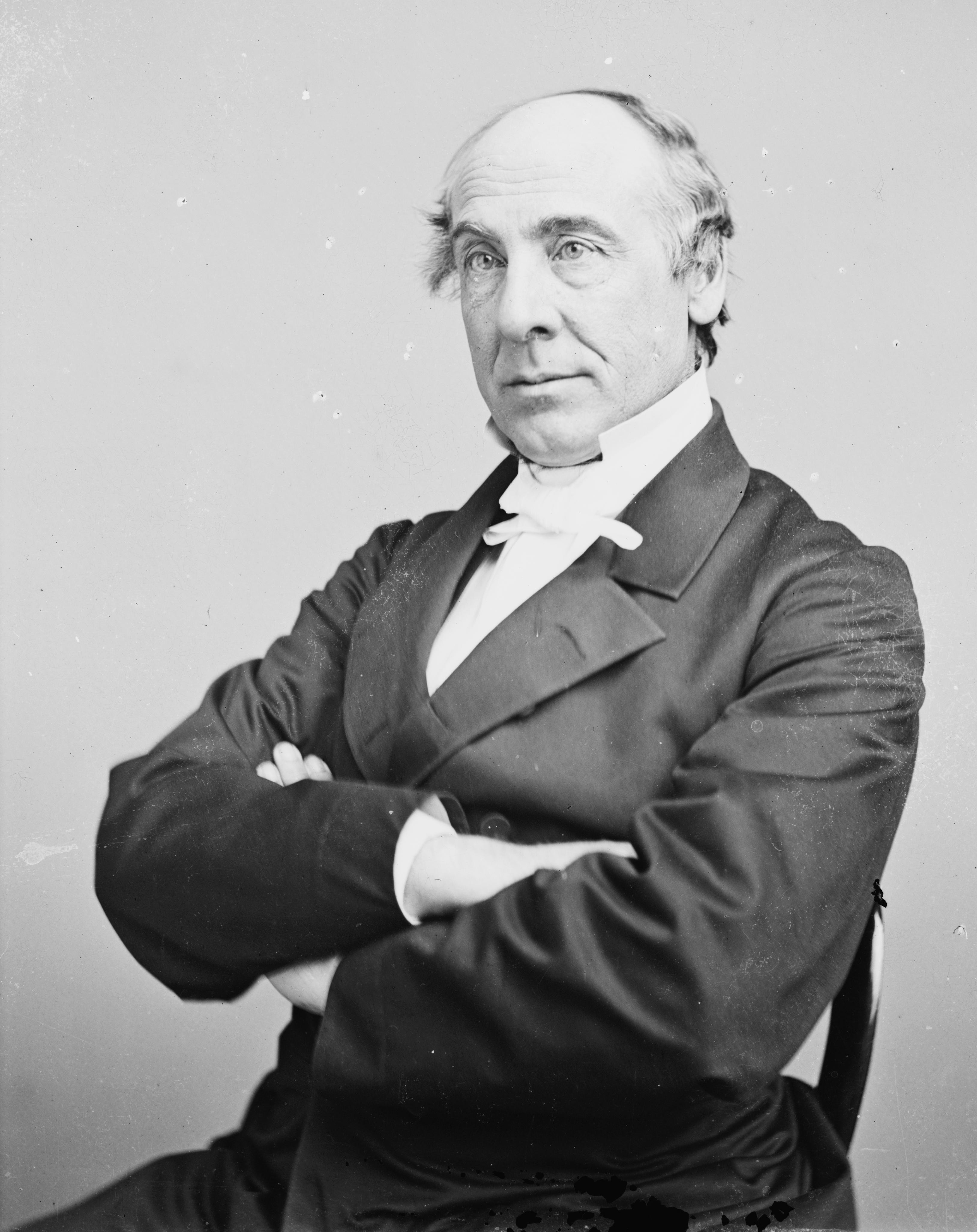
Foto di Henry Whitney Bellows.

Henry Whitney Bellows deciderà invece di adottare un approccio differente, stabilendo un'organizzazione civile infermieristica separata dall'esercito; Bellows fu il fondatore della United States Sanitary Commission e divenendone l'unico presidente. Personalità influente, nato e cresciuto a Boston, si recò a Washington nel maggio del 1861 in qualità di capo di una delegazione medica la quale rappresentava la "Women's Central Relief Association" di New York e altre organizzazioni consimili.
Lo scopo sarebbe stato quello di convincere il Governo federale a stabilire un ramo ausiliario civile dell'"Army Medical Bureau"; la commissione sanitaria istituita dalla Presidenza di Abraham Lincoln il 13 giugno seguente fornì agli assistenti medici (per la maggior parte donne) provviste di medicinali e quant'altro potesse servire per la cura dei feriti e degli ammalati, organizzando navi ospedaliere e "case dei soldati".

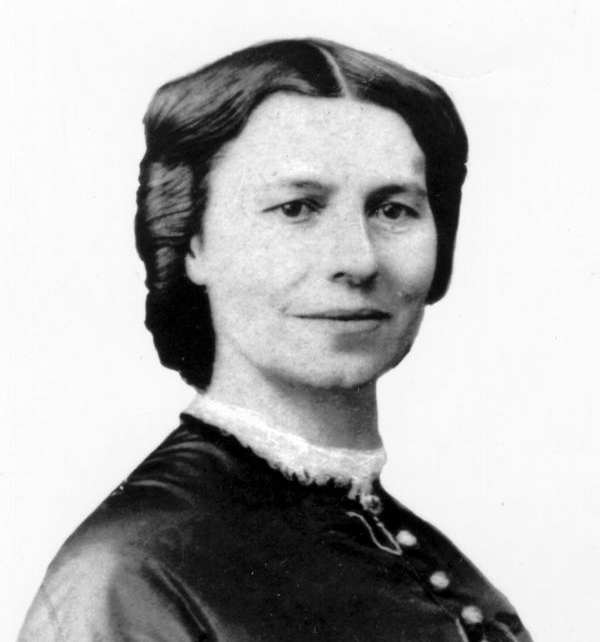
Doto di Clara Barton.

Clara Barton, un ex insegnante di Oxford (Massachusetts) ed impiegata presso l'ufficio brevetti nazionale (il Old Patent Office Building), mise in piedi completamente da sola un ambizioso impegno umanitario.
Nell'estate del 1861, in risposta alla crescente carenza di cibo e medicine nel sempre più vasto apparato militare bellico, iniziò personalmente a comprare e distribuire rifornimenti ai soldati feriti della capitale.
Insoddisfatta nel fare soltanto un'opera di trasporto dei rifornimenti agli ospedali, alla fine Barton trasferì i propri sforzi maggiori sullo stesso campo di battaglia.
Le venne concesso l'accesso attraverso le linee dell'esercito, mettendosi così a portare aiuto ai feriti nel corso di numerose campagne sui diversi Fronte (guerra) e diventando presto nota con il soprannome di "Angelo del campo di battaglia".
Riuscì a raggiungere velocemente una fama nazionale, tanto che chirurghi militari di alto rango cominciarono a richiedere la sua assistenza nella gestione dei loro ospedali da campo.

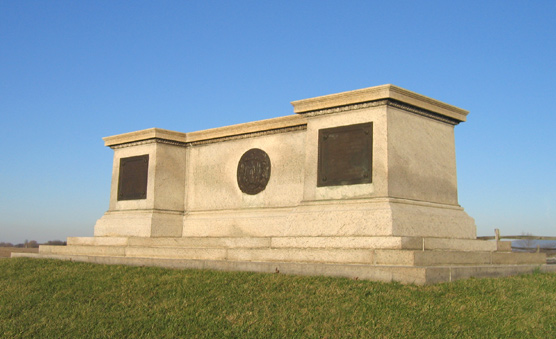
Monumento del Massachusetts all'Antietam National Battlefield.

## Conseguenze e Era della Ricostruzione
In totale 12.976 militari del Massachusetts morirono nel corso del conflitto, circa l'8% di coloro che si arruolarono e poco più dell'1% dell'intera popolazione dello Stato la quale secondo il Censimento del 1860 ammontava a 1.231.066 persone residenti. Le statistiche ufficiali non risultano invece essere disponibili per quanto concerne il numero dei feriti.

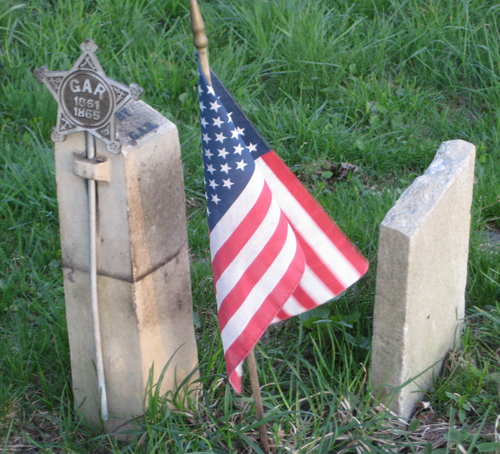
Marcatore storico del GAR.

In tutta la nazione vennero istituite organizzazioni come il Grand Army of the Republic (GAR) per fornire aiuti ai veterani, alle vedove e agli orfani di guerra. Il Massachusetts fu il primo Stato a livello mondiale ad organizzare un corpo di soccorso femminile (i Woman's Relief Corps), un'organizzazione ausiliaria del GAR, nel 1879.

Con la conclusione della guerra e col suo obiettivo primario raggiunto (la salvaguardia dell'unità nazionale) il governatore Andrew dichiaro ufficialmente nel settembre del 1865 che non avrebbe cercato la rielezione. Nonostante questa perdita il Partito Repubblicano sarebbe divenuto nel Massachusetts più forte che mai negli anni immediatamente successivi.
Dall'altra parte il Partito Democratico sarebbe stato quasi inesistente per oltre un decennio a causa della loro piattaforma pacifista espressa durante la campagna elettorale per le elezioni presidenziali del 1864; il gruppo maggiormente colpito da questo cambiamento di direzione politica risulterà essere quello degli irlandesi americani, folta comunità bostoniana che aveva sostenuto i Democratici: non ebbe più alcuna voce significativa per decenni.

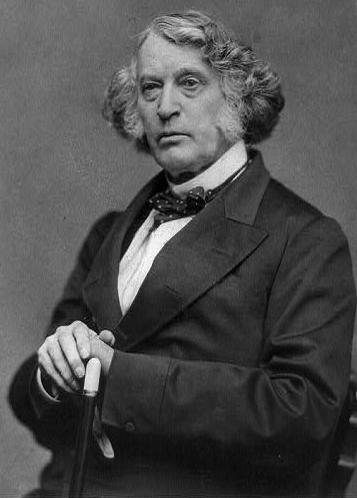
Foto del senatore Charles Sumner.

Negli anni del dopoguerra e dell'Era della Ricostruzione i potenti senatori Charles Sumner ed Henry Wilson avrebbero trasformato le loro visioni antischiaviste prebelliche in un veemente sostegno alla cosiddetta "Ricostruzione radicale" del profondo Sud. Il loro ordine del giorno richiese l'immediata concessione dei dritti civili per gli afroamericani ed il trattamento più duro possibile nei confronti degli ex secessionisti.
Per un certo periodo di tempo i Radical Republicans ottennero costanti progressi nei punti della loro agenda programmatica, attuando "radicali" misure di riforma. Secondo lo storico della guerra civile Eric Foner i parlamentari statali approvarono la prima legislazione di completa integrazione razziale nella storia degli Stati Uniti d'America già nel 1865.
A livello nazionale Sumner si unì al membro della Camera dei Rappresentanti Thaddeus Stevens per la Pennsylvania e ad altri per ottenere la rapida approvazione da parte del Congresso prima della Civil Rights Act (1866) e immediatamente a seguire del XIII emendamento, del XIV emendamento ed infine anche del XV emendamento, con la messa al bando definitiva dello schiavismo e la concessione di maggiori diritti di cittadinanza per gli ex schiavi.
Nel 1867 tuttavia una reazione nazionale contraria alle misure portate avanti dai radicali e ai vasti programmi per i diritti civili incominciò a renderli sempre più impopolari, persino nel Massachusetts; quando Sumner tentò in quell'anno di proporre una serie di riforme drastiche, incluse le scuole integrate nel Sud e la ridistribuzione gratuita della terra agli ex schiavi, anche Wilson si rifiuterà di sostenerlo. Nel corso degli anni 1870 i radicali decrebbero costantemente dai gangli del potere pubblico, facendo sì che la Ricostruzione procedesse su linee maggiormente moderate.
Culturalmente parlando il Massachusetts del dopoguerra cessò di essere un centro nazionale di movimenti idealistici volti al riformismo sociale (ad esempio l'evangelicalismo, il "movimento per la temperanza" a l'antischiavismo militante) com'era stato prima della guerra. La crescita dell'industrializzazione, in larga parte stimolata dal conflitto contribuì a creare una nuova cultura della competizione e del materialismo.

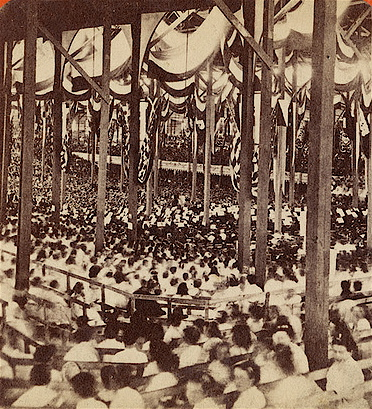
Il National Peace Jubilee bostoniano del giugno 1869.

Nel 1869 Boston fu la sede del National Peace Jubilee, una vasta serie di manifestazioni di gala volte ad onorare i veterani e per celebrare il ritorno della pacificazione nazionale. Concepite dal compositore Patrick Gilmore - che aveva prestato servizio in una banda militare - le celebrazioni si svolsero all'interno di un'arena colossale nel quartiere di Back Bay, progettata per contenere fino a 100.000 partecipanti e appositamente costruita per l'occasione.
Venne anche commissionato un nuovo inno, scritto da Oliver Wendell Holmes Sr. ed impostato sull'American Hymn da Matthais Keller. Nell'arco di 5 giornate l'evento vide l'intervento di un coro (musica) composto da 11.000 cantori e di un'orchestra di 500 musicisti: rappresentò il più grande raduno musicale di massa del continente americano fino a quel momento.